# Хоуп (Айдахо)
Вижте пояснителната страница за други значения на Хоуп.
Хоуп (на английски: Hope) е град в окръг Бонър, щата Айдахо, САЩ. Хоуп е с население от 79 жители (2000) и обща площ от 1,1 km². Намира се на 668 m надморска височина. ЗИП кодът му е 83836, а телефонният му код е 208.